# ألان بونير
ألان بونير (بالإنجليزية: Alan Bonner)‏ هو لاعب كرة قدم أمريكية أمريكي، ولد في 5 نوفمبر 1990 في نيونان في الولايات المتحدة.

## وصلات خارجية
- ألان بونير على موقع مرجع كرة القدم المحترفة.كوم (الإنجليزية)